# Materialutmattning
Utmattning är försämring av ett materials hållfasthet orsakad av upprepade, låga mekaniska spänningar. Utmattningsbrott sker vanligtvis i tre steg. Under det första steget uppstår den initiala sprickan. Under det andra steget växer sprickan för att i steg tre utsättas för ett katastrofalt brott. Dessa utmattningsbrott utgör cirka 80 % av alla maskinkonstruktionshaverier och cirka 90 % av alla brott i metaller.

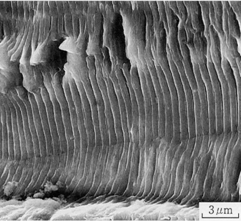
Figur 1: SEM-bild visande striationer som bildats vid utmattning.

Det första steget vid utmattning är steg I, vilket utgörs av en initial spricka som ofta börjar vid en repa på ytan eller en inre defekt såsom en inneslutning. I steg II växer sprickan lite för varje cykel som den utsätts för. Ytan får små millimeterstora böljeslagsmärken (kallas på engelska för beach marks och skall inte förväxlas med striations som är mikrometerstora), det vill säga en räffla för varje cykel som sprickan vuxit (se figur 1). I steg III, när sprickan vuxit tillräckligt mycket alternativt om sprickan utsätts för en större last, sker ett plötsligt, katastrofalt brott.
Vid utmattning påverkas plasticiteten (deformerbarheten) och sträckgränsen. Ett materials förmåga att motstå utmattning kallas utmattningshållfasthet, egenskapen hos material att inte brista vid ett stort antal spänningsväxlingar. I detta avseende är stål en unik legering, som visar en utmattningsgräns, det vill säga en högsta spänning vid vilken brott ej inträffar, trots ett stort antal (>1.000.000) lastväxlingar. Om ett material har dålig utmattningshållfasthet kan detta bero på vibrationer, fram och återgående rörelser etc, men även inre spänningar. Dålig utmattningshållfasthet kan ge uttryck i vätesprödhet som uppstått under ytbehandlingsprocessen hos ett material. En utmattningsförbättrande process kan vara kemisk eller mekanisk beroende på orsaken till dålig utmattningshållfasthet.
Man skiljer på utmattningsbrott som sker efter fler eller färre cykler än 10.000. Det tidigare kallas HCF (high cycle fatigue) och det senare kallas för LCF (low cycle fatigue).

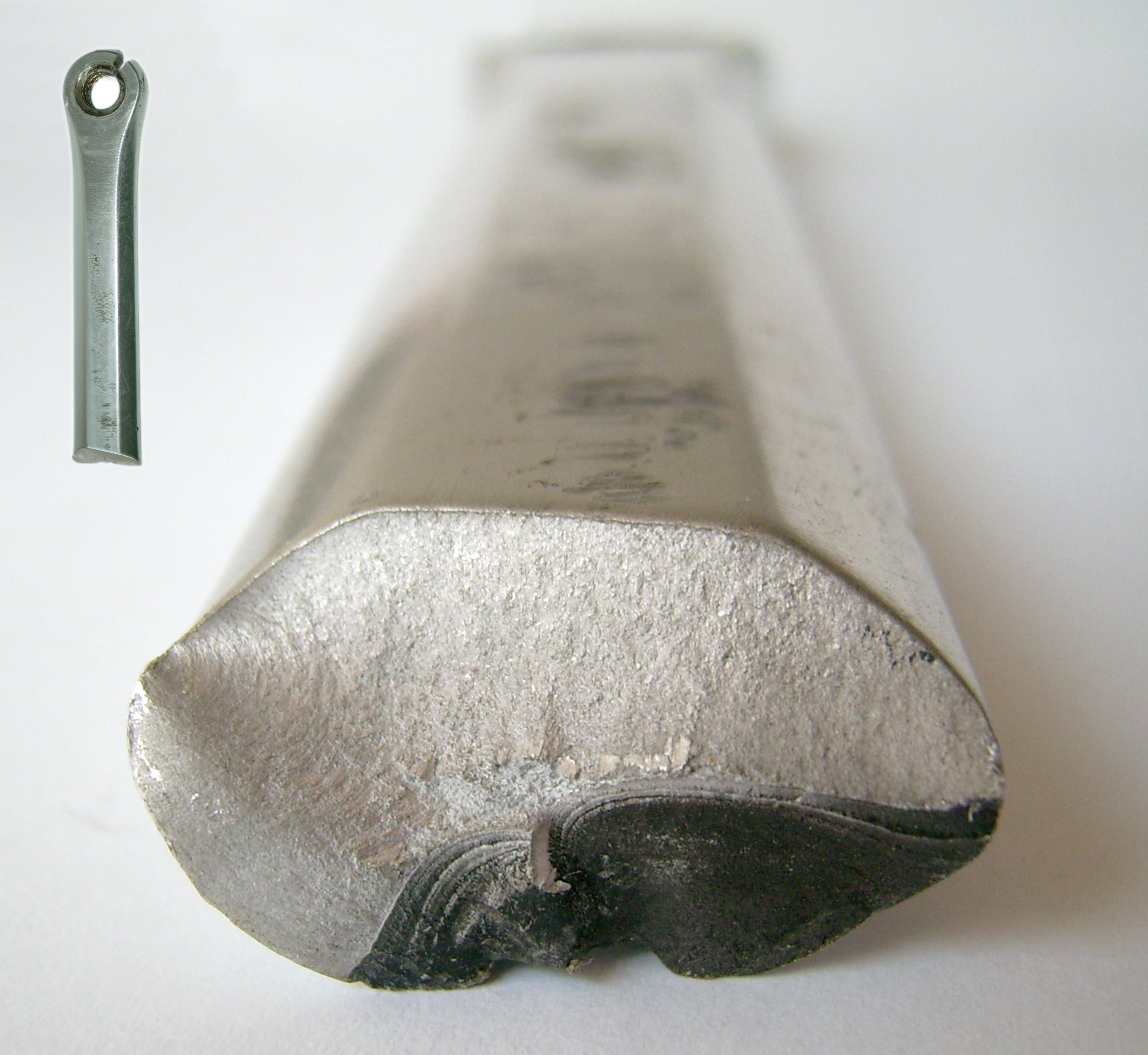
Figur 2: En vevarm i aluminium som utsatts för två typer av brott. De mörkare partierna har utsatts för utmattningsbrott där böljeslagsmärken syns. Den ljusare restbrottsytan har utsatts för ett "plötsligt" brott.

I figur 2 syns dessa räfflor eller böljeslagsmärken i det mörkare partiet av brottytan. Här har alltså steg II skett. Den ljusare och gropigare ytan är restbrottytan där det katastrofala brottet skett i steg III.

## LCF
LCF, low cycle fatigue, är ett utmattningsbrott orsakat av plastisk töjning efter ett relativt lågt antal cykler (under 10.000 cykler).

## HCF
HCF, high cycle fatigue, uppträder exempelvis vid snabb rotation, vanligtvis med rotation av något med miljontals cykler. Utmattning av detta slag kan även uppkomma vid mer komplicerade belastningssituationer då belastningen sker i olika steg och denna belastning kan också ha olika riktningar. Dessa steg upprepas sedan på ett likformigt eller likartat sätt. Varje sådan upprepning utgör en belastningscykel. HCF kan då uppkomma efter ett stort antal av dessa belastningscykler.

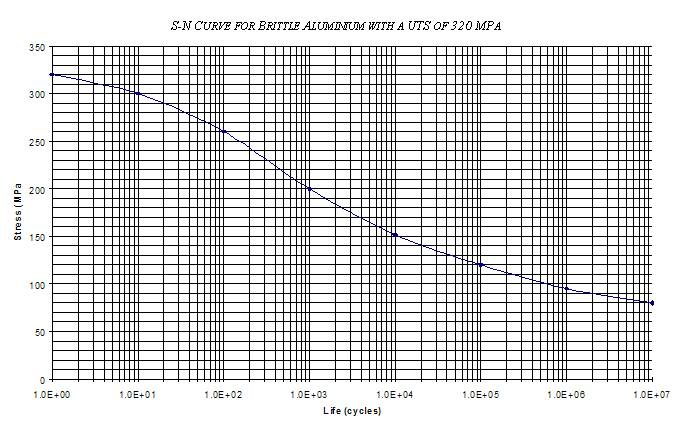
Figur 3: Wöhler-kurva med utmattningsspänningen σ_{a} och livslängden i cykler N

Materialegenskaperna vid HCF beskrivs av Wöhler-diagram, även kallat S-N-diagram. Ett Wöhler-diagram visar utmattningsspänningen σa i förhållande till livslängden i cykler N. Detta beskrivs av Basquins formel: {\displaystyle N\cdot \sigma ^{p}=C}, där N är antalet cykler, σa är amplitudspänningen medan C och p är empiriskt bestämda konstanter.  Amplitudspänningen är definierad som {\displaystyle \sigma _{a}={\frac {\sigma _{max}-\sigma _{min}}{2}}}, där σmax är maximala spänningen och σmin är minimala spänningen. Wöhler-kurvor tas fram experimentellt vid utmattningsprovning. Provbitar ges initiala mikrosprickor och utsätts därefter för olika spänningsamplituder. Utmattningsgränsen (om sådan uppvisas) är den spänning där kurvan planar ut och blir horisontell.